# Бискупский, Константин Ксаверьевич
Константин Ксаверьевич Бискупский (1834 — 1892) — русский генерал-лейтенант, участник русско-турецкой войны 1877—1878 годов.

## Биография
Родился 11 августа 1834 года в Харьковской губернии, воспитывался в Петровском Павловском кадетском корпусе. В 1850 году перешёл в Дворянский полк и 13 августа 1852 года был произведён в прапорщики и переведён в Лейб-гвардии Санкт-Петербургский Короля Фридриха-Вильгельма III полк. В 1853 году переведён лейб-гвардии Московский полк. 
В 1854 году поступил в Николаевскую академию генерального штаба, которую окончил по 1-му разряду в 1856 году и был переведён на службу в Генеральный штаб, где был произведён в поручики 1 января 1858 года; штабс-капитаны Генерального штаба (30 августа 1858 года), капитаны (16 декабря 1861) и подполковники (19 апреля 1864).
В 1865 году назначен начальником штаба 1-й гренадерской дивизии. 16 апреля 1867 года произведён в полковники.
С 1870 по 1873 год командовал 69-м пехотным Рязанским полком, а по 1876 год — 4-м гренадерским Несвижским полком.
В 1876 году назначен начальником штаба 11-го армейского корпуса.
27 сентября 1877 года произведён в генерал-майоры, с назначением сначала командиром 2-й бригады 11-й пехотной дивизии, а затем — 1-й бригады 14-й пехотной дивизии.
12 апреля 1877 года, командуя отрядом, составленным из 1-го и 2-го батальонов Селенгинского пехотного полка, трёх донских казачьих полков и трёх батарей, совершил за одни сутки переход в 75 верст и к утру 13 апреля занял Барбошский мост на реке Серете и город Браилов. Затем находился на Журжевских батареях, при бомбардировке турками Ольтеницы и участвовал во втором сражении под Плевной.
Произведённый 27 сентября 1877 году в генерал-майоры, с назначением сначала командиром 2-й бригады 11-й пехотной дивизии (сменив на этой должности генерала М. Петрушевского), в течение 3 месяцев стоял на Шипке и участвовал в героической её обороне; 28 декабря, командуя центральной колонной, составленной из 55-го пехотного Подольского и 56-го пехотного Житомирского полков, одного батальона 35-го пехотного Брянского полка и роты 7-го сапёрного батальона при 4 орудиях, Бискупский произвёл фронтальную атаку позиции, занятой войсками Вессель-паши. «Много пало храбрых, — говорит об этой атаке в своём донесении Ф. Радецкий, — бригада потеряла 1700 человек и половину офицерского состава, но великую принесла пользу делу, удержав против себя 22 табора со всей артиллерией и поставив турок в безвыходное положение, закончившееся их пленением».
За отличие в деле 28 декабря был награждён 30 марта 1879 года орденом Святого Георгия 4-й степени.
За отличия в делах против Турок, в 1877 году, при защите Шипкинского перевала, за блистательное отбитие штурмов 30 Октября и 9 Ноября, и за отличное командование 28 Декабря 2-ю бригадою 14 пехотной дивизии, штурмовавшею турецкие ретраншементы и батареи
Позже назначен командиром 1-й бригады 14-й пехотной дивизии.
За другие дела этой кампании получил ордена Святого Станислава 1-й степени с мечами (1878 год) и Святой Анны 1-й степени с мечами (1879 год). Был контужен.
В 1878 году назначен членом Главного Комитета по устройству и образованию войск, а в 1880 — членом комиссии по испытанию обоза и разработке положения об обозах и членом комиссии по составлению истории прошлой войны.
С 1881 по 1888 год командовал 2-й бригадой 3-й гренадерской дивизии.
В 1883 году был удостоен ордена Святого Владимира 2-й степени. 30 августа 1888 года произведён в генерал-лейтенанты; 9 апреля 1889 года был назначен начальником 3-й гренадерской дивизии и в этой должности скончался 30 июля 1892 года.
Оставил после себя интересные записки о русско-турецкой войне, которые были опубликованы лишь фрагментарно, оригинал текста хранится в Отделе рукописей Российской национальной библиотеке в Санкт-Петербурге (бывшая Публичная библиотека).
Был женат, имел 4 детей.